# 헤어 롤러

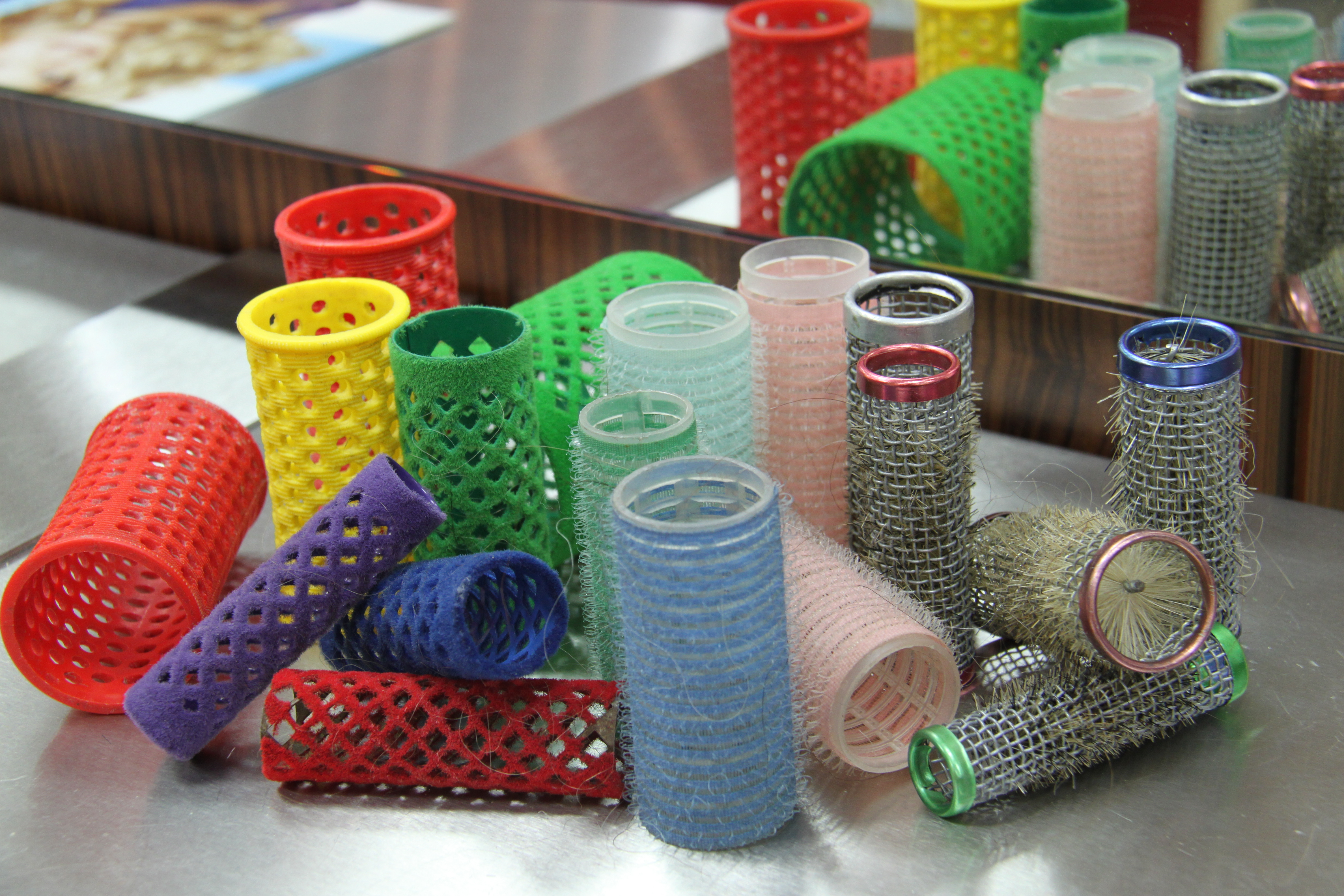
헤어 롤러

헤어 롤러(영어: hair roller)는 머리 모양을 주기 위한 일종의 도구이다. 보통 앞머리에 볼륨을 넣어주기 위해 쓴다. 1930년에 솔로몬 하퍼(Solomon Harper)가 최초의 전기가열식 헤어 롤러를 개발하였으며 뒤에 1953년에 더 나은 디자인을 개발하였다. 요즘은 앞머리를 더 볼륨있게 하거나, 내려오지 않게 하는 용도로도 쓰인다.

## 같이 보기
- 헤어 아이론
- 미용사